# Nowotna
Nowotna est une localité polonaise de la gmina rurale de Stegna située dans le powiat de Nowy Dwór Gdański en voïvodie de Poméranie. Elle se trouve à environ 13 km au nord de Nowy Dwór Gdański et à 32 km à l'est de la capitale régionale Gdańsk.

## Géographie

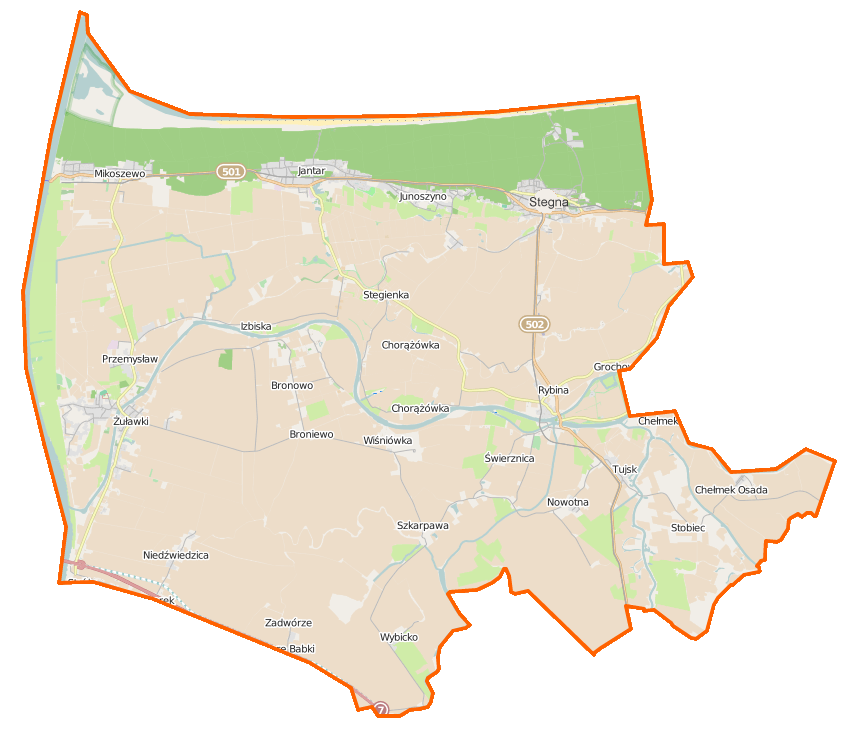
Carte de la gmina de Stegna.